# 莱萨勒 (阿登省)
莱萨勒（法語：Les Alleux，發音：[lez‿alø]）是法国大东部大区阿登省的一个旧市镇，属于武济耶区。2016年，莱萨勒与邻近的2个市镇合并为新市镇拜龙埃塞桑维龙。

## 地理
莱萨勒（49°28'15"N, 4°44'17"E）面积12.04 平方千米，位于法国大東部大區阿登省，该省份为法国北部内陆省份，西接埃纳省，南至马恩省，东临默兹省，北与比利时接壤。
与莱萨勒接壤的市镇（或旧市镇、城区）包括：巴尔河畔贝尔维尔和沙蒂永、勒谢讷、卡特尔尚、埃纳河畔泰龙、旺迪、翁克、拜龙埃塞桑维龙。
莱萨勒的时区为UTC+01:00、UTC+02:00（夏令时）。

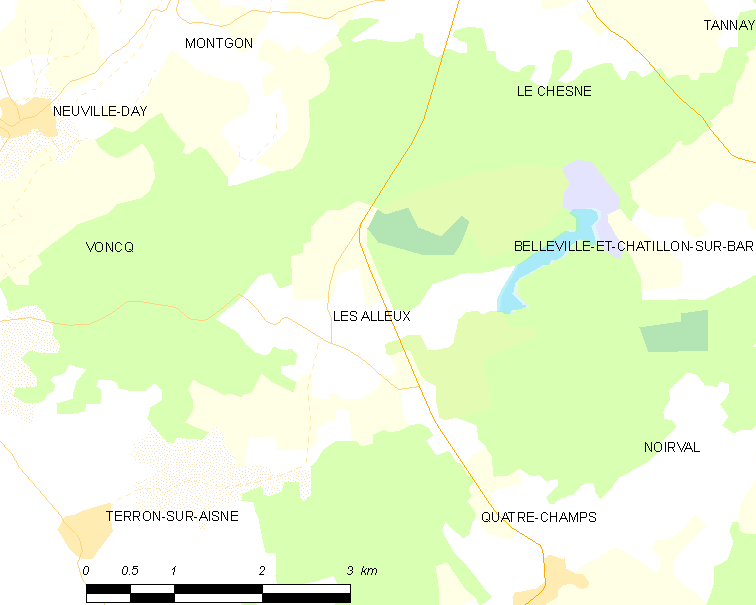
莱萨勒的OSM定位图

## 行政
莱萨勒的邮政编码为08400，INSEE市镇编码为08007。

## 政治
莱萨勒所属的省级选区为武济耶县。

## 人口

1962-2008年间莱萨勒人口变化图示

莱萨勒于2018年1月1日时的人口数量为77人。